# Owen González
Owen de Jesús González Ojeda (Concepción del Oro, 20 luglio 2003) è un calciatore messicano, centrocampista del Pachuca.

## Carriera
È cresciuto nel settore giovanile del Pachuca, con cui ha debuttato il 21 agosto 2023 nell'incontro di Liga MX pareggiato 1-1 contro il Querétaro. Ha segnato il suo primo gol il 21 aprile dell'anno successivo nella trasferta vinta 2-0 contro il Santos Laguna.

## Statistiche

### Presenze e reti nei club
Statistiche aggiornate al 9 gennaio 2025.
| Stagione        | Squadra         | Campionato      | Campionato | Campionato | Coppe nazionali | Coppe nazionali | Coppe nazionali | Coppe continentali | Coppe continentali | Coppe continentali | Altre coppe | Altre coppe | Altre coppe | Totale | Totale | Totale |
| Stagione        | Squadra         | Comp            | Pres       | Reti       | Comp            | Pres            | Reti            | Comp               | Pres               | Reti               | Comp        | Pres        | Reti        | Pres   | Reti   |        |
| --------------- | --------------- | --------------- | ---------- | ---------- | --------------- | --------------- | --------------- | ------------------ | ------------------ | ------------------ | ----------- | ----------- | ----------- | ------ | ------ | ------ |
| 2023-2024       | Pachuca         | LMX             | 12         | 1          | -               | -               | -               | -                  | -                  | -                  | LC          | 0           | 0           | 12     | 1      |        |
| 2024-2025       | Pachuca         | LMX             | 16         | 1          | -               | -               | -               | CCC                | 2                  | 0                  | LC+CInt     | 3+0         | 0           | 21     | 1      |        |
| Totale carriera | Totale carriera | Totale carriera | 28         | 2          |                 | -               | -               |                    | 2                  | 0                  |             | 3           | 0           | 33     | 2      |        |

## Palmarès

### Club

#### Competizioni internazionali
- CONCACAF Champions' Cup: 1

Pachuca: 2024
- Challenger Cup: 1

Pachuca: 2024
- Derby delle Americhe: 1

Pachuca: 2024